# ときめきの街
辰野ときめきの街ショッピングセンター、愛称ときめきの街（ときめきのまち）とは、長野県上伊那郡辰野町中央にあるショッピングセンター。
辰野サティの跡地にできた。

## テナント
1階
- バロー (チェーンストア)
- ファミリーヘアサロン Bewish ビーウィッシュ
- リ・ジェ ヨネヤマ
- ネイルサロンKiRARi
- ファミリーヘアサロン　Be-wish

2階
- ちびっこ愛ランド

## 過去のテナント
- 主婦の店エマ 2010～2011年頃閉店
- キャンドゥ 2013年1月31日閉店
- サンバード長崎屋2010～2011年頃閉店
- マクドナルド（辰野サティ時出店）
- オギノ 2023年4月22日閉店
- ミーツ オギノのFCとして開店 2023年4月22日閉店
- ニューアサヒ[3] 2024年1月31日閉店
- クリーニングマルカワ 2018~2022年頃閉店
- 一般財団法人長野県バレーボール協会 2018~2022年頃閉店
- ウチダ薬局 2023年4月~6月頃閉店

テナントではないがゲームコーナーがなくなっている。(2022~2024年頃)